# Jean-Baptiste Treilhard
Jean-Baptiste Treilhard (Brive-la-Gaillarde, 2 o 3 de gener del 1742 - París, 5 de desembre del 1810) va ser un polític francès de finals del segle xviii i principis del segle xix.
Participà en la revolució francesa i a l'Imperi. Fou diputat en representació de l'antic departament de Sena i Oise.

## Llocs web
- Fitxa Arxivat 2005-03-12 a Wayback Machine. (francès)